# Liste der Bodendenkmäler in Büren
Die Liste der Bodendenkmäler in Büren enthält die denkmalgeschützten unterirdischen baulichen Anlagen, Reste oberirdischer baulicher Anlagen, Zeugnisse tierischen und pflanzlichen Lebens und paläontologischen Reste auf dem Gebiet der Stadt Büren im Kreis Paderborn in Nordrhein-Westfalen (Stand: September 2020). Diese Bodendenkmäler sind in Teil B der Denkmalliste der Stadt Büren eingetragen; Grundlage für die Aufnahme ist das Denkmalschutzgesetz Nordrhein-Westfalen (DSchG NRW).
| Bild | Bezeichnung                        | Lage              | Beschreibung | Bauzeit | Eingetragen seit | Denkmal- nummer |
| ---- | ---------------------------------- | ----------------- | --- | ------- | ---------------- | --------------- |
| BW   | Grabhügelgruppe Schorn Steinhausen | Steinhausen Karte | Gruppe von 14 Grabhügeln von 12–21 m Durchmesser und 0,40–1,80 m Höhe, aus Lehm in der älteren Bronzezeit errichtet |         | 22.04.1993       | 1               |
|      | Burgplatz in Büren                 | Büren             | Die Burganlage der Edelherren von Büren ist mit großer Wahrscheinlichkeit um die Mitte des 12. Jahrhunderts entstanden und war in der Folgezeit Ausgangspunkt der städtischen Siedlung im Anschluss an die Burg. Vielleicht hat die vor der Burg gelegene Kapelle kurzzeitig als Pfarrkirche der frühesten Ansiedlung gedient. Große Teile der ehemaligen Burg und der Wirtschaftsbereiche sind nicht neuzeitlich überbaut und im Boden erhalten. |         | 03.11.1998       | 2               |